# Patania ferrugalis
Patania ferrugalis is een vlinder uit de familie grasmotten (Crambidae). De wetenschappelijke naam van deze soort is voor het eerst geldig gepubliceerd in 1781 door Fabricius.
De taxonomische positie van deze soort is onduidelijk.